# Pazo de Fefiñanes
El Palacio de Fefiñanes (Fefiñáns en gallego) se encuentra en Cambados (Pontevedra, Galicia, España), dándole nombre a la plaza más destacada de esta villa. De aire clásico, integra un armonioso conjunto con su arcada, torre del homenaje y la vecina iglesia de San Benito. 

## Historia
Fue construido en el siglo XVI por Don Juan Sarmiento Valladares, consejero del rey Felipe II. Sufrió nuevos añadidos en el siglo XVII, encargados por Don Gonzalo de Valladares y Sarmiento, vizconde de Fefiñanes. Más tarde pasó a propiedad de los marqueses de Figueroa, en manos de cuyos descendientes se sigue manteniendo.

## Arquitectura
El palacio, con planta en "L", asienta, en su brazo más corto, una torre almenada. En las esquinas exteriores del edificio destacan los grandes balcones circulares y la decoración renacentista sobre las ventanas.
En la esquina este de la muralla se levanta una torre independiente denominada Torre del Homenaje, en cuya fachada se encuentra una curiosa inscripción que recoge los valores de los señores de Fefiñanes:

Conócete a ti mismo. Por semejanza a Dios procede como hechura de su mano. Huye del vicio. Busca la virtud. Aborrece el ocio. Ama el trabajo. No seas soberbio, antes humilde. No mientas porque es la mayor vileza de los viles. Procura los amigos mejores que tú, pues con esto y verdad, secreto y limpieza de alma, nos sucede bien todo. Da lo que pudieres bien distribuido. No olvides los beneficios ni te acuerdes de las injurias si quieres aparecerte a Dios, y advierte que el osar morir da la vida porque los honores con grandes peligros y trabajos se adquieren. Ama y teme a Dios y atribúyele los sucesos porque no hay otra Fortuna.

En la fachada del poderoso edificio se pueden ver, en estilo barroco, los escudos de las familias nobiliarias.

## Bodega
Actualmente, el bajo del Palacio cobija una bodega de Albariño, "Bodegas del Palacio de Fefiñanes" que se tiene por ser la primera que embotelló el vino de la zona, bajo la marca "Albariño de Fefiñanes", marca registrada en 1928.

## Galería de imágenes

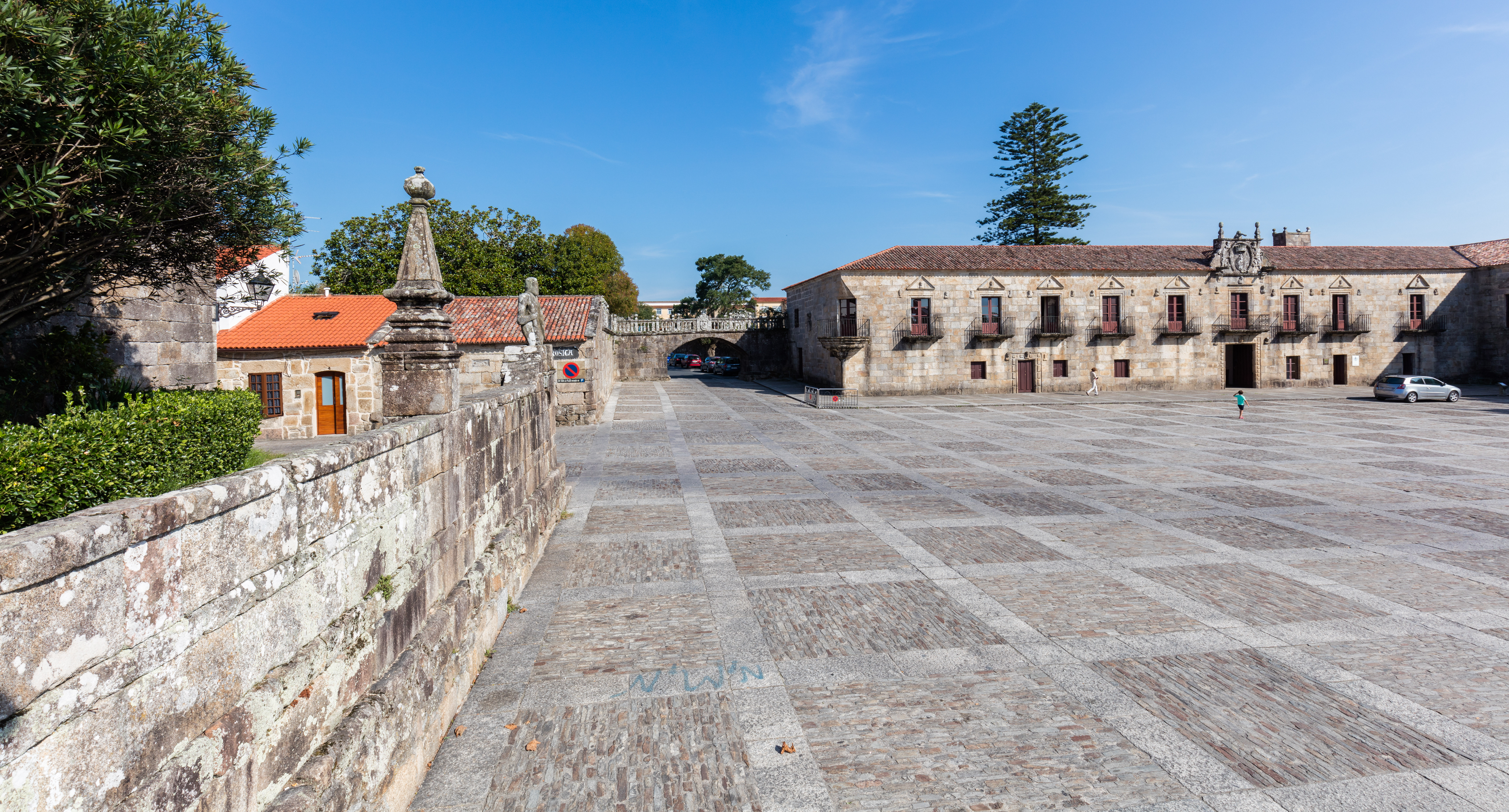
Vista parcial del pazo en la plaza.
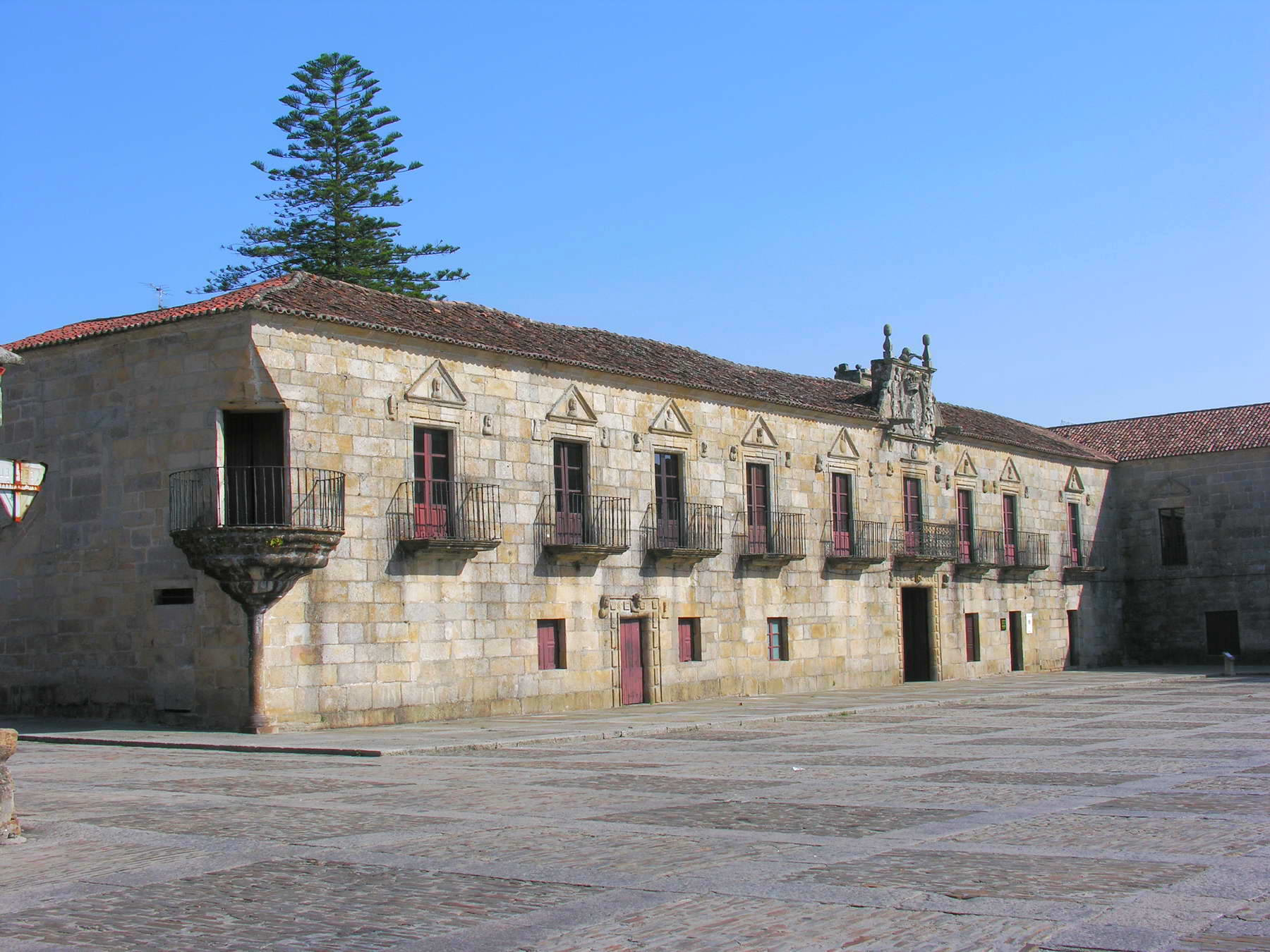
Vista lateral.
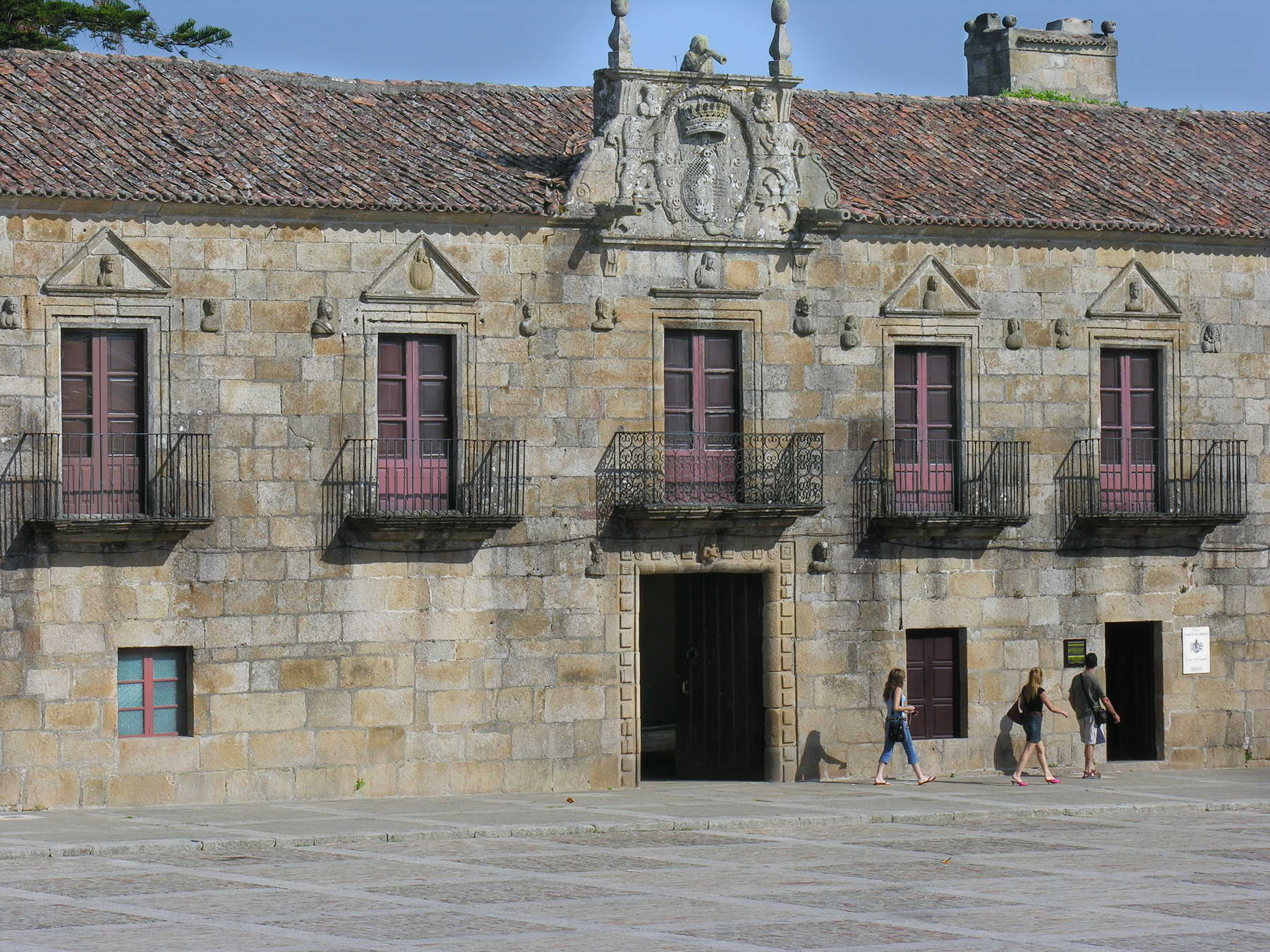
Fachada.
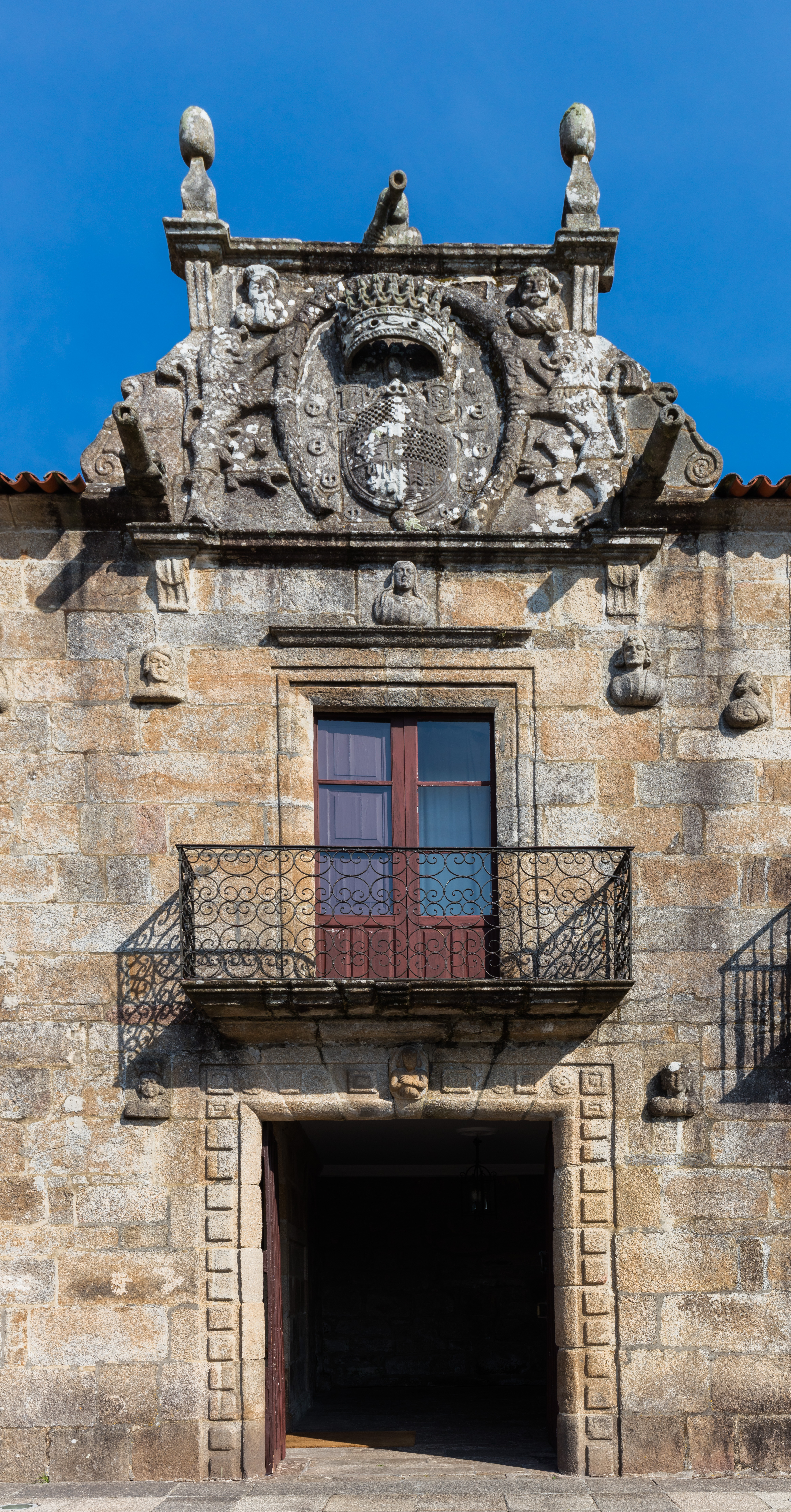
Una de las entradas.
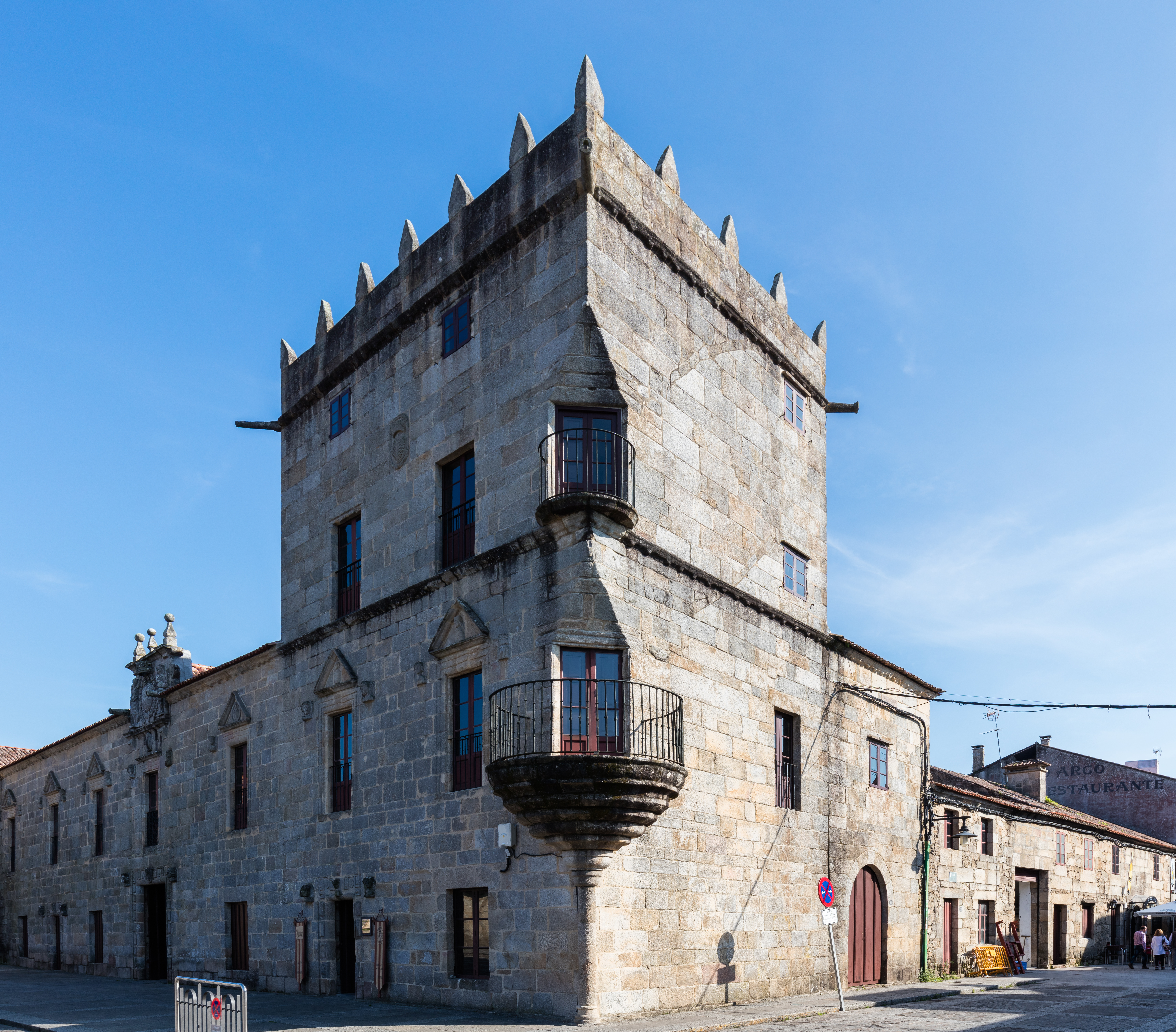
Torre del homenaje.
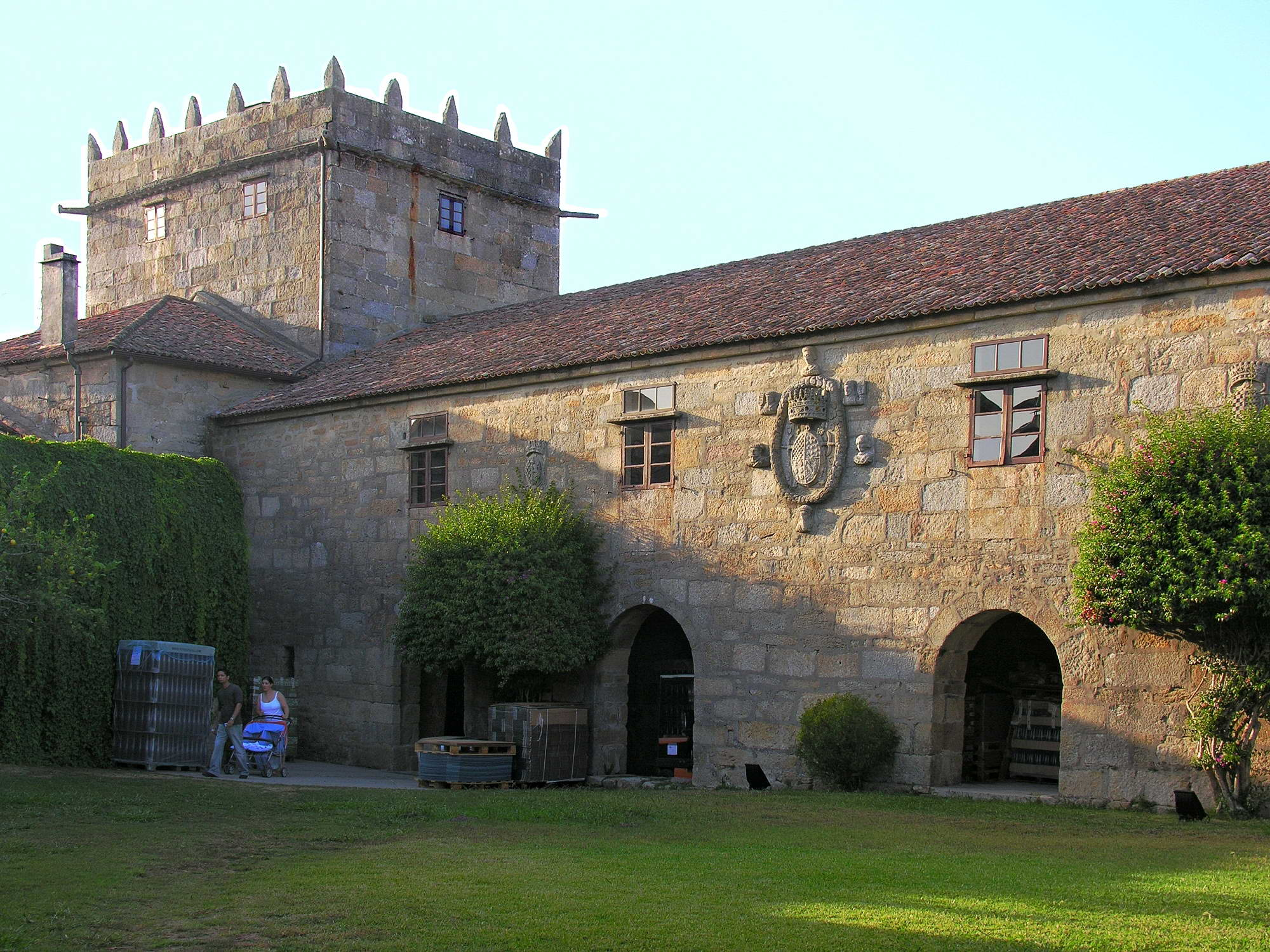
Vista desde un patio interior.
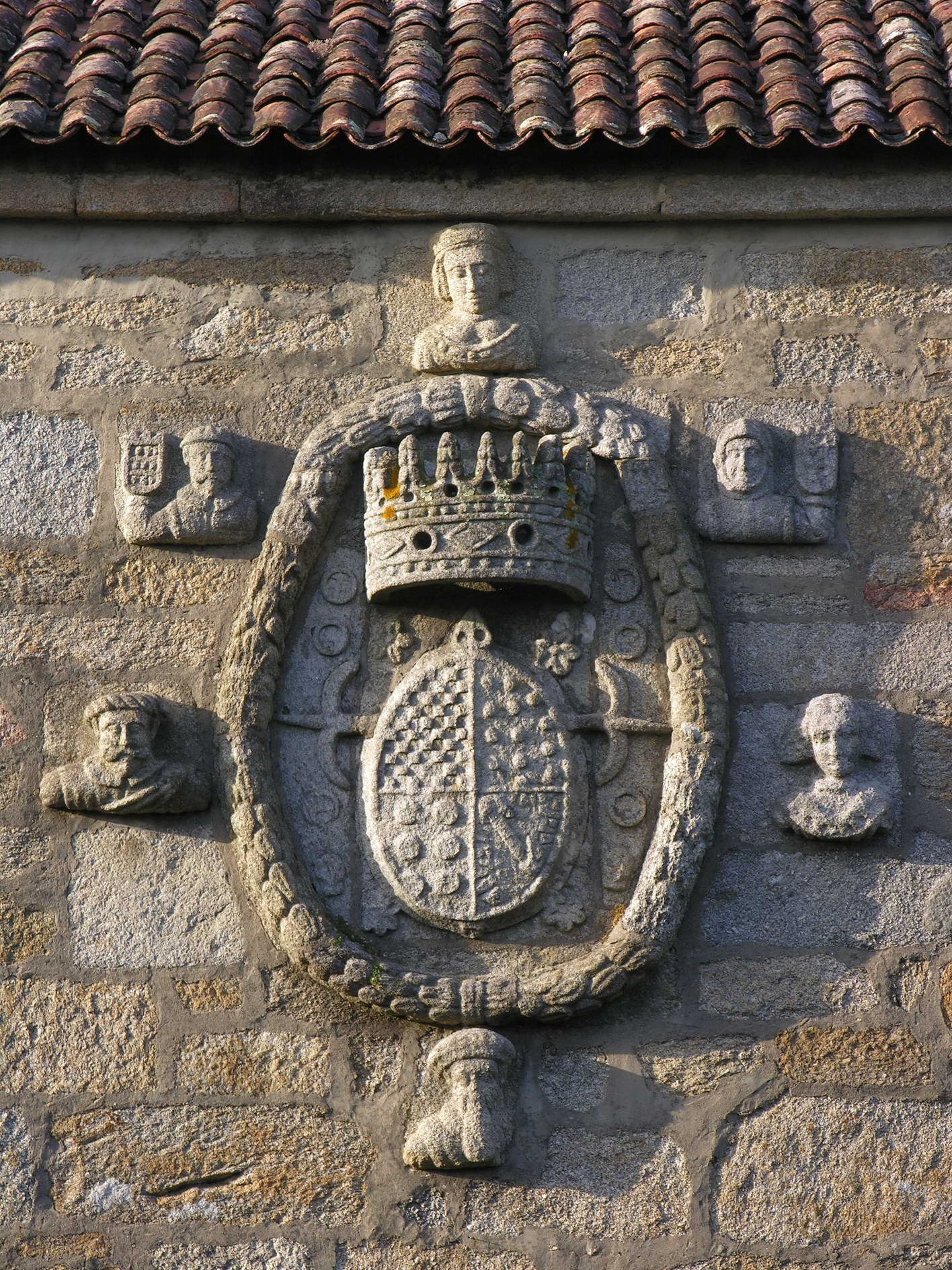
Escudo.